# Ordre de Montevergine
L'ordre de Montevergine (en latin : Congregatio Montis Virginis ordinis S. Benedicti) est un ordre monastique masculin de droit pontifical fondé en 1126 et qui observait la règle de saint Benoît. L'institut fusionne en 1879 avec la congrégation de Subiaco.

## Histoire
En 1118, Guillaume de Verceil décide de vivre en ermite sur le sommet de Montevergine (alors connu sous le nom de Monte Virgiliano) ; il attire un certain nombre de disciples, y compris des prêtres, qui construisent des cellules et participent en 1124 à la construction d'une église dédiée à la Vierge qui est consacrée la même année par l'évêque Jean I d'Avellino. L'abbaye de Montevergine est fondée  en 1126. En 1127, Guillaume quitte sa fondation avec cinq ermites et s'installe sur le Laceno (Bagnoli Irpino) où il est rejoint par Jean de Matera. Ce dernier se retire ensuite au Gargano en fondant un monastère et Guillaume continue d'établir des communautés d'abord sur Monte Cognato, puis au Goleto (Sant'Angelo dei Lombardi) où il meurt en 1142.
Guillaume ne laisse pas de règle écrite, on ne connaît pas non plus les pratiques ascétiques et les coutumes liturgiques qu'il a introduites parmi ses disciples, et considérant le style de vie érémitique et non stable de Guillaume, il est peu probable qu'il ait adopté la règle de saint Benoît pour sa fondation. La première référence explicite à l'observance de la règle bénédictine dans un monastère de tradition virginienne se trouve seulement en 1157 dans un document de Guillaume II de Sicile concernant le monastère de Saint-Jean des Ermites. 
Guillaume ne donne aucune prééminence à l'abbaye de Montevergine sur les fondations ultérieures. Chaque monastère qu'il fonde ensuite jouit d'une pleine autonomie mais il fait bientôt dépendre les communautés plus petites d'un monastère principal et l'abbaye de Montevergine, avec ses dépendances, forme le premier noyau de l'ordre. L'approbation apostolique est donnée par les papes Alexandre III en 1181, confirmée plus tard par Lucius III, Célestin III et Innocent III. 
À la fin du XIIe siècle, les monastères sont au nombre de quarante et la période de grande floraison dure jusqu'au début du XIVe siècle. En 1430, les monastères de Montevergine tombent en commende et, en 1515, le cardinal Louis d'Aragon cède Montevergine à l'hôpital Annunziata de Naples. Après le concile de Trente, en 1567, le pape Pie V réduit les monastères de 53 à 18. Le pape Grégoire XIII remet en 1575 la dignité d'un prieuré à toutes les maisons qui l'ont perdu, mais en 1596 le pape Clément VIII envoie un visiteur apostolique, Jean Leonardi, qui ravive les dispositions de Pie V. En mars 1599, Leonardi, accompagné de César Franciotti, s'occupe de nouveau de de Montevergine. La congrégation est réformée le 19 mai 1611 par le pape Paul V. Le nombre de monastères est fixé à 24 (13 abbayes et 11 prieurés), en plus des dépendances et des granges monastiques.
La congrégation est dissoute le 13 février 1807 ; reformée le 27 juin 1818, elle est de nouveau frappée par les lois anticléricales de 1861 et de 1866. Le 8 août 1879, avec l'approbation du pape Léon XIII, les quelques moines survivants rejoignent la congrégation de l'observance primitive de Cassin connue aujourd'hui sous le nom de congrégation de Subiaco.